# Hynobius yangi
Hynobius yangi е вид земноводно от семейство Hynobiidae. Видът е застрашен от изчезване.

## Разпространение
Разпространен е в Южна Корея.